# Dawn of the Brave
Dawn of the Brave es el quinto álbum de estudio de la banda alemana de a cappella metal van Canto, lanzado el 7 de febrero de 2014. Contiene 13 canciones, cuatro de ellas siendo versiones. Por primera vez desde su primer álbum, no ha habido músicos invitados que participen en cualquiera de las canciones. Sin embargo, un conjunto de 200 aficionados fueron invitados a grabar un coro para algunas de las pistas. En el álbum se incluye Crazy Train de Ozzy Osbourne, pero no está en la lista de canciones.
El álbum también fue lanzado en una edición especial en forma de audiolibro, que contiene muchas fotos de la banda y de los 200 aficionados que grabaron las voces para el álbum, el CD normal, el CD extra con versiones orquestales, remezclas de algunas canciones Van Canto y un DVD extra con su actuación en el Wacken Open Air de 2011.

## Lista de canciones
| N.º | Título | Letras                                 | Música                                              | Duración |  |
| 1.  | «Dawn of the Brave» |                                        |                                                     | 1:08     |  |
| 2.  | «Fight for Your Life» |                                        |                                                     | 3:59     |  |
| 3.  | «To the Mountains» |                                        |                                                     | 4:05     |  |
| 4.  | «Badaboom» |                                        |                                                     | 3:31     |  |
| 5.  | «The Final Countdown» (Cover de Europe)                                                                                        |                                        | Joey Tempest                                        | 4:55     |  |
| 6.  | «Steel Breaker» |                                        |                                                     | 3:40     |  |
| 7.  | «The Awakening» |                                        |                                                     | 4:13     |  |
| 8.  | «The Other Ones» |                                        |                                                     | 4:18     |  |
| 9.  | «Holding Out for a Hero» (Cover de Bonnie Tyler)                                                                               |                                        | Jim Steinman, Dean Pitchford                        | 3:51     |  |
| 10. | «Unholy» |                                        |                                                     | 3:28     |  |
| 11. | «My Utopia» |                                        |                                                     | 5:13     |  |
| 12. | «Into the West» (Cover de Annie Lennox - tomada de la banda sonora de la película El Señor de los Anillos: el retorno del Rey) | Fran Walsh, Howard Shore, Annie Lennox | Fran Walsh, Howard Shore, Annie Lennox              | 4:25     |  |
| 13. | «Paranoid» (Cover de Black Sabbath)                                                                                            | Geezer Butler                          | Geezer Butler, Tony Iommi, Ozzy Osbourne, Bill Ward | 3:04     |  |

## Créditos

### Miembros
- Dennis Schunke (Sly) – Vocalista
- Inga Scharf – Vocalista (efectos)
- Stefan Schmidt – Voces "rakkatakka" bajas, voces wahwah para los solos de guitarra
- Ross Thompson – Voces "rakkatakka" altas
- Ingo Sterzinger (Ike) – Voces "dandan" bajas
- Bastian Emig – Batería